# Sun Jian
Sun Jian (155 — 192) foi um general chinês e pai de Sun Ce, Sun Shang Xiang e Sun Quan. Acredita-se ser descendente do lendário Sun Tzu. Foi valorosamente reconhecido após derrotar uma esquadra de piratas e nas batalhas contra os Turbantes Amarelos.
Rapidamente, tornou-se prefeito de Changsha e serviu nas tropas de coalizão contra Dong Zhuo. Durante a batalha, Sun Jian encontrou o "Selo Imperial" e o escondeu até retornar a sua casa.